# Йёргенсен, Ханс
Ханс Йёргенсен (фар. Hans Jørgensen; 13 августа 1990, Скоала, Фарерские острова) — фарерский футболист, вратарь.

## Карьера

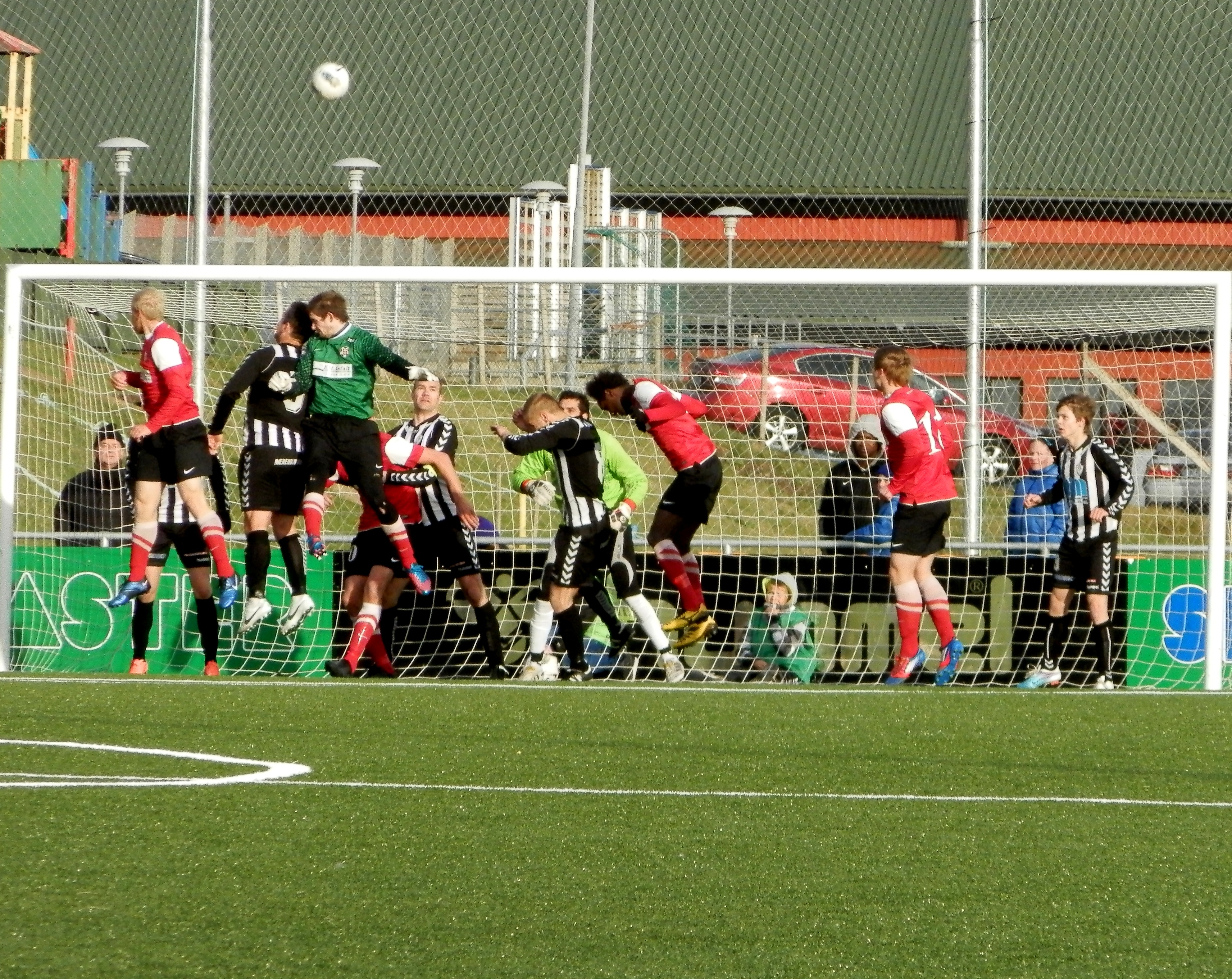
Ханс Йёргенсен борется за мяч в чужой штрафной

Ханс начинал свою карьеру в клубе «Скала». В 2006 году стал привлекаться к играм основного состава команды. В своём дебютном сезоне он сыграл пять встреч и пропустил десять голов. Во втором своём сезоне провёл одиннадцать встреч за «Скалу». В 2008 году он перебрался в «Б36», где за сезон провёл всего два матча, которые отыграл просто безобразно. Не захотев мириться с ролью запасного вратаря, Ханс покинул клуб в конце сезона. Проведя один год без футбола, перешёл в «07 Вестур», с которым выиграл первый дивизион и провёл один сезон в премьер-лиге. «07 Вестур» не смог удержаться в высшей лиге, и Ханс перешёл в «Б-68», с которым тоже вылетел в первый дивизион по итогам сезона-2012. После этого он перебрался в «ХБ Торсхавн».

## Карьера в сборной
Ханс с 2011 по 2012 год провёл пять встреч за молодёжную сборную Фарерских островов.